# سفاين باكي
سفاين باكي (بالنرويجية البوكمول: Svein Bakke)‏ هو لاعب كرة قدم نرويجي في مركز الهجوم، ولد في 23 يونيو 1953 في Sogndal ‏ في النرويج، وتوفي بنفس المكان في 16 ديسمبر 2015. لعب مع نادي سوغندال لكرة القدم.

## وصلات خارجية
- سفاين باكي على موقع اتحاد النرويج (النرويجية)
- سفاين باكي على موقع قاعدة بيانات كرة القدم.إي يو (الإنجليزية)